# Marc Rubín de Celis
Marc Rubín de Celis   (Lleida, 28 d'abril de 1995) és un jugador de bàsquet català. Amb els seus 1,88 m. d'alçària juga en la posició de base.

## Carrera esportiva
Es va formar a les categories inferiors de l'extint Lleida Bàsquet. A la temporada 2014-15 debutaria a les files del Força Lleida a la Lliga LEB Or, on hi jugaria fins a la temporada 2017-18. A l'estiu de 2018 es converteix en la quarta incorporació Club Bàsquet Prat.

### Selecció nacional
Va ser internacional amb les categories inferiors de la selecció espanyola i el 2013 va ser medalla de bronze en l'Eurobasket sub-18, guanyant el tercer lloc a Letònia (57-56).